# 後藤繁雄
後藤 繁雄（ごとう しげお、1954年 - ）は、大阪府出身の編集者、ディレクター、プロデューサー。京都芸術大学大学院・芸術研究科教授。

## 略歴・人物
1954年、大阪府生まれ。高校の同期生として横山茂雄と知り合う。同志社大学文学部を卒業。大学在学中の京都で、美術・文筆を個人で始め、また学生運動のポスターなどを手掛ける編集事務所「edition archives」を立ち上げた。エディシオン・アルシーブでは幻想文学についての季刊誌『ソムニウム』（1979年から。ブレインは横山茂雄）を刊行。またソムニウム叢書からミルチャ・エリアーデの本などを出版したが、同シリーズの企画にも横山茂雄がかあわっていた。後藤が脱退した後のエディシオン・アルシーブはエディシオン・アルシーヴと名前を変え、西川照子が主催で京都で現在も小出版社として活動中。
また大学祭に文化人を招いて講演会を行っていた際に雑誌『遊』の編集長であった松岡正剛と出会い、工作舎に5年ほど務め、営業と編集の仕事を学ぶ。1970年代以降、広告や美術の演出（ディレクション）の手法を学び、また美術制作（プロデュース）をする様になる。26歳の頃にフリーの編集者となり、中沢新一の著書『チベットのモーツァルト』の編集などを担当。また秋山道男、森永博志らと知り合い、共同で仕事を進めるようになる。1988年にはビクターから話を持ち掛けられ、雑誌『ロックンロール・ニューズメーカー』の創刊に携わり編集長を1年ほど務める。1980年代の終わりごろから、イエローマジックオーケストラ（YMO）を始めとする、音楽ジャケットのディレクションなど音楽関係の企画に数多く携わる。
1995年よりリトルモアより高橋恭司や長島有里枝、ホンマタカシらの写真集の発刊をきっかけに写真集やアートブックの編集を本格的に開始する。坂本龍一、細野晴臣、篠山紀信、荒木経惟、蜷川実花、名和晃平らをはじめとするアーティストのアートブックの編集・プロデュースに携わり、のちに自身がディレクターを務める出版社artbeat publishersを立ち上げる。
2000年代に入り、KPOキリンプラザのコミッティーに任命されたのを皮切りとしてコンテンポラリーアートの展覧会や企画のプロデュースに広く携わるようになる。やなぎみわ、澤田智子、田名網敬一、五木田智央ら現代アーティストの個展・グループ展のキュレーションほか、日本と台湾のアーティストの交流展「trans-plex」を黃建宏とともにワンダーサイトと京都造形芸術大学（現京都芸術大学）、台湾関渡美術館の提携のもとでディレクションするなど国内外でアート活動を広げる。
2008年に東京・恵比寿に現代アートとしての写真を取り扱うギャラリー、G/P galleryを開廊し、ポートフォリオレビューなどを中心として若手写真家の発掘・育成を行うこと。2014年にはオランダ、アムステルダムで港千尋との共同キュレーションによるグループショー「amima on photo」を開催。2015年には中国廈門で開催された「JIMEI x ARLES : East West Encounters International Photo Festival」の共同キュレーターを務め、2016年にあいちトリエンナーレ2016「虹のキャラヴァンサライ」において「トランスディメンション－イメージの未来形」をディレクションした。
1996年から「編集を開発する私塾スーパースクール」を随時開催、また2003年には京都造形芸術大学の教授に就任するなど、後進の指導にも注力している。2009年から2011年まで文化庁メディア芸術祭審査員も務めた。
モットーは「独特編集」。
2012年から始まり100億円に近い金額を投資した三越伊勢丹新宿店リニューアルでは、名和晃平、篠山紀信、鈴木親、仲條正義らを起用し、ビジュアル面での統括ディレクションを行った。
2017年浜松に移住。浜松にdot architectsと組んでデレク・ジャーマンの小屋を模したガーデンとアトリエからなる「仮の家」をつくる。
2020年からFUJI XEROX（現：FUJIFILM Business Innovation）と組んで、高性能デジタル出力機REVORIAを使った出版ブランドNEOTOKYOZINEを発行。コロナ中にPOPとオンライン販売を組み合わせた新しい出版形式で2024年10月までに60アイテム以上出版。100冊の出版を目指している。

## 著書
- 1990年のウェイスティッドランド The day book 1 1990-1992 太田出版 1994.3
- 東京広告写真 リトル・モア 1994.10
- トランスパランス The day book 2 1993-1995 リトル・モア 1995.12
- ニュー・テキスト リトル・モア 1997.10
- 独特對談 Dialogue 2 1994-1998 リトル・モア 1998.4
- 天国でブルー(The day book 3(1995-1998)) リトル・モア 1999.1
- skmt坂本龍一 リトル・モア 1999.8
- インハバナ ブエナ・ビスタ・ソシアル・クラブ・ストーリー アーティストハウス 2000.2
- 彼女たちは小説を書く メタローグ 2001.3
- 独特老人（インタビュー集）筑摩書房 2001.12
- 太陽は笑っている(The day book 4(1998-2001)) リトル・モア 2002.1
- Wasteland guide artbeat publishers 2002.1
- 写真という名の幸福な仕事 アートビートパブリッシャーズ 2003.10 (Life works 1)
- 僕たちは編集しながら生きている super-school textbook マーブルトロン 2004.3
- くろい読書の手帖 アートビートパブリッシャーズ 2004.5 (Life works 2)
- 五感の友 リトルモア 2005.4
- 『新しい星へ旅をするために (The day book 5(2002-2006)) 』リトルモア 2007.1
- 『僕たちは編集しながら生きている 増補新版』三交社 2010年9月
- 『アート戦略／コンテンポラリーアート虎の巻』光村推古書院 2018年4月
- 『現代写真アート原論』港千尋・深川雅文共編  フィルムアート社 2019年3月
- 『超写真論：篠山紀信写真力の秘密』小学館 2019年9月
- 『アート戦略２ アートの秘密を説きあかす』光村推古書院 2021年8月
- 『現代写真』リトルモア 2023年12月
- 『現代写真とは何だろう』ちくま新書 2024年8月

## 編著・構成
- 細野晴臣、高橋幸宏、坂本龍一 著、後藤繁雄 編『TECHNODON(テクノドン)』小学館、1993年6月1日。ISBN 978-4093631716。OCLC 673859945。
- Skmt 2 坂本龍一共著 NTT出版 2006.12
- 『アートを始めるまえにやっておくべきこと』 椿昇共著 光村推古書院 2009.4 (アート新書アルテ)
- 『デザインの未来』 日本グラフィックデザイナー協会企画・編集 ピエ・ブックス 2009.9
- 在本彌生『MAGICAL TRANSIT DAYS』アートビートパブリッシャーズ、2006年5月

## 監修
- 『写真は魔術 アート・フォトグラフィーの未来形』シャーロット・コットン著、深井佐和子訳、光村推古書院 2015年9月